# Gary Peacock

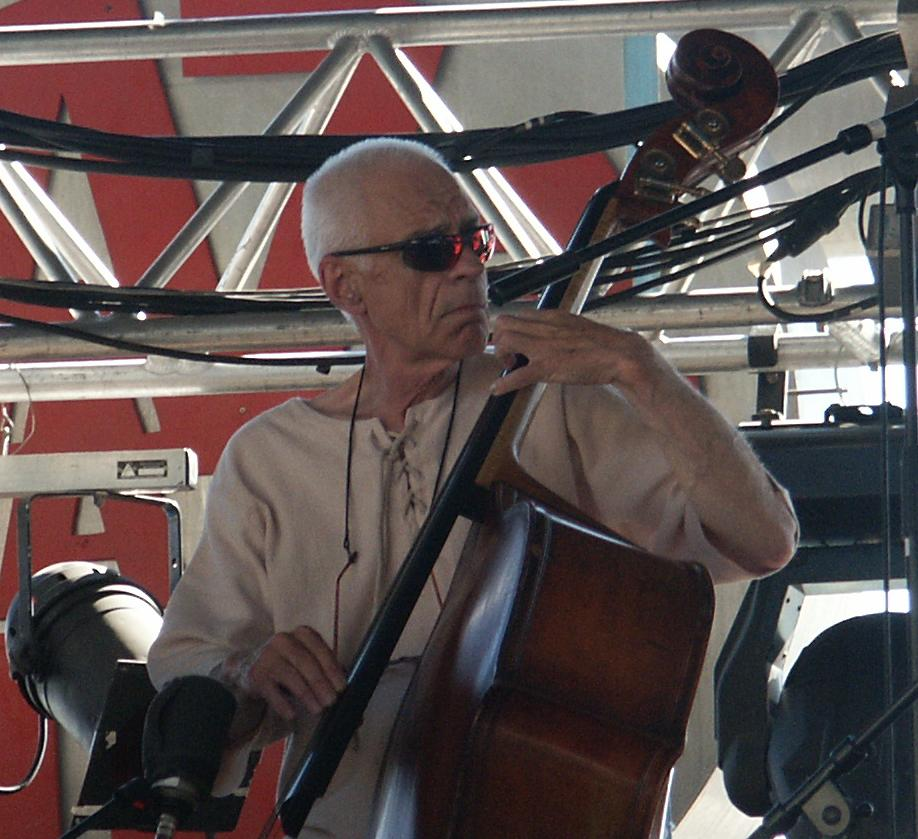
Gary Peacock

Gary Peacock (Burley (Idaho), 12 mei 1935 - New York, 4 september 2020) was een Amerikaans jazzcontrabassist.
Peacock groeide op in Yakima (Washington) en begon een piano- en slagwerkstudie op het Westlake College of Music in Los Angeles (1948). Nadat hij zijn militaire dienst in Duitsland als musicus in het regimentsorkest (pianist en bespeler van de bugel) had uitgediend, begon hij aan de westkust van de Verenigde Staten te spelen met onder andere Barney Kessel, Bud Shank, Paul Bley en Art Pepper; later verhuisde hij naar New York. Peacock was inmiddels in 1956 overgestapt naar de contrabas. Hij werkte in New York verder met Paul Bley, het Bill Evans trio (met Paul Motian) en het Albert Ayler Quartet. Hij verving Ron Carter tijdens een aantal optredens met Miles Davis.
Vanaf 1960 was hij kortstondig getrouwd met Annette Peacock. Hij verdween in 1969 van het muziekpodium om Zen-filosofie te studeren in Japan (tot 1972), en kwam ook in aanraking met de groep rondom Timothy Leary (experimenten met drugs). Eenmaal terug in de Verenigde Staten studeerde Peacock biologie (1972-1976) aan de Universiteit van Washington te Seattle, maar van 1976 tot 1983 gaf hij wel weer muziektheorie aan het Cornish College of Arts, eveneens te Seattle.
In 1983 vormde Peacock een trio met Keith Jarrett en Jack DeJohnette. Na een aantal succesvolle albums Standards geheten (ze spelen nieuwe versies van een aantal jazzstandards) was het onduidelijk of het trio Standards ging heten. Uiteindelijk bleek dat niet het geval. Tegenwoordig worden alleen de namen van de musici genoemd; de term Standards is naar de achtergrond verdwenen. Ze krijgen overal lovende kritieken, zowel voor muziekalbums als voor optredens.

## Discografie
Peacock speelde mee op talloze albums van ECM Records (zie links naar deze pagina) en heeft daar ook een aantal albums op zijn naam staan. Echter ook op andere platenlabels is hij als begeleider vertegenwoordigd.
- 1977 - Tale of Another met Keith Jarrett (piano) en Jack DeJohnette (slagwerk)
- 1977 - December Poems met Jan Garbarek
- 1980 - Shift in the wind met Art Lande (piano) en Eliot Zigmund (slagwerk)
- 1987 - Guamba, weer met Jan Garbarek

- Bibliothèque nationale de France: cb13898318n (data)
- Gemeinsame Normdatei: 134481836
- International Standard Name Identifier: 0000 0000 8188 9913
- Library of Congress Control Number: n81058247
- MusicBrainz: 0cd9e25c-1cb1-45e3-aba2-644705f6e4f4
- Nationale Bibliotheek van Tsjechië: xx0016418
- Nationale Bibliotheek van Israël: 987007406739905171
- Nederlandse Thesaurus van Auteursnamen: 072541253
- Système universitaire de documentation: 079490247
- Virtual International Authority File: 119979251
- WorldCat: E39PBJB8qFKkcyQ94cTdRvPhHC